# Liste des stations de radio en Suède
Cet article présente une liste des stations de radio nationales et locales en Suède :

## Radios nationales

### Radios publiques

#### Sveriges Radio(SR)
- Sveriges Radio P1 : depuis 1925 - radio d'actualités
- Sveriges Radio P2 : depuis 1955 - radio classique
- Sveriges Radio P3 : depuis 1964 - radio de musique contemporaine
- Sveriges Radio P4 : depuis 1985 - réseau régional (similaire à France Bleu)
- Radio Sweden (aussi appelée Sveriges Radio International) : depuis 1938 - radio internationale de la Suède

### Radios privées
- Rix FM (MTG)
- Mix Megapol (SBS)
- Lugna Favoriter (MTG)
- NRJ Suède (MTG)
- The Voice (SBS)

## Radios locales

### Modern Times Group
- Bandit Rock (Stockholm et Göteborg)
- Star FM (Stockholm)

### SBS Broadcasting Group
- Rockklassiker (Stockholm)
- Radio 107,5 (Stockholm)
- Vinyl 107 (Stockholm)

### Autres groupes
- East FM (Norrköping)
- Favorit 103.9 (Södertälje)
- Radio Guld (Sundsvall)